# Винтербах (Пфальц)
Винтербах (нем. Winterbach) — община в Германии, в земле Рейнланд-Пфальц.
Входит в состав района Юго-западный Пфальц. Подчиняется управлению Вальхальбен. Население составляет 503 человека (на 31 декабря 2010 года). Занимает площадь 7,03 км².

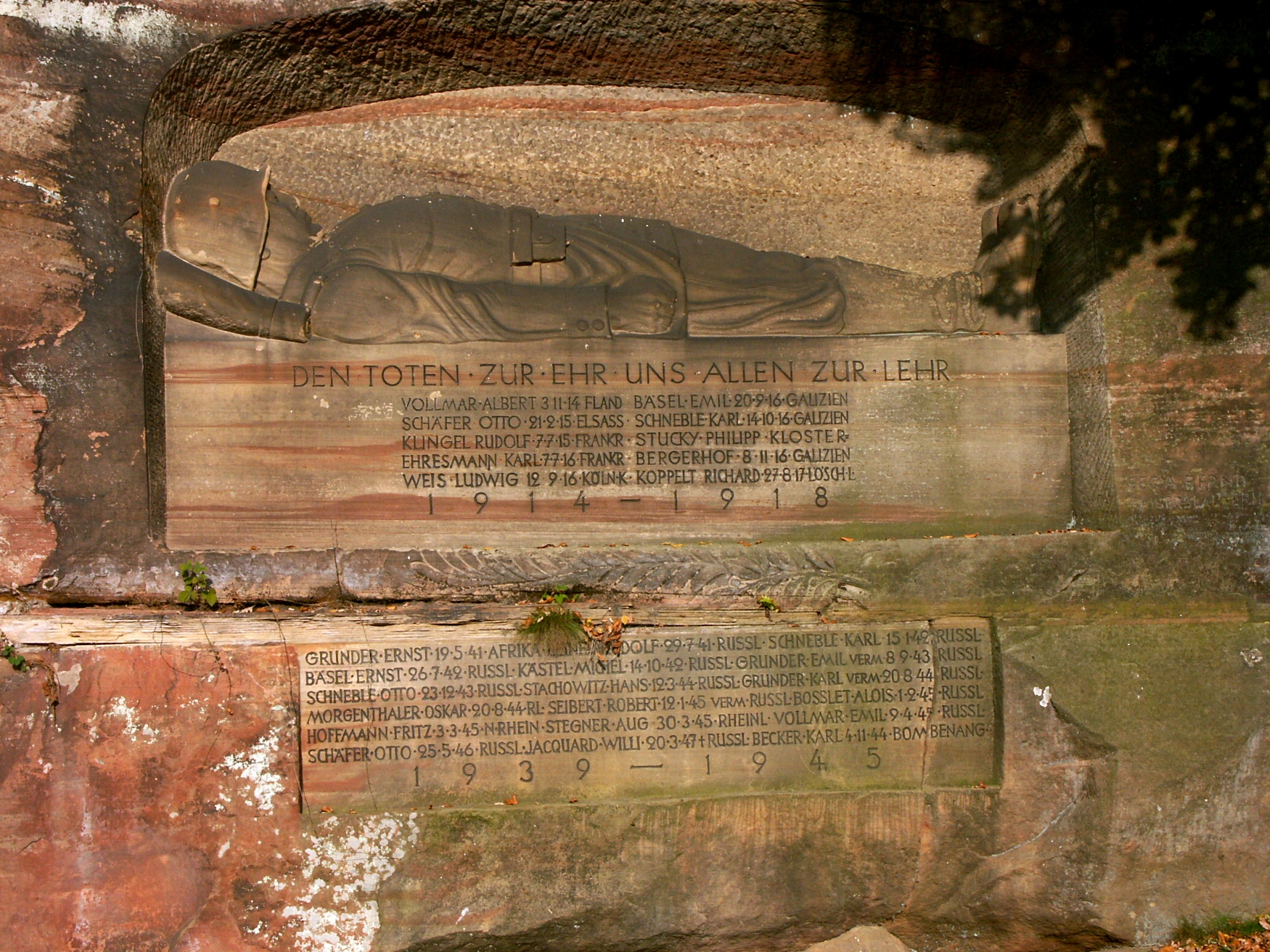
Винтербах (Пфальц)